# Defekt
Albums de Oomph!
Sperm
(1994) Wunschkind
(1996)
Defekt est le troisième album du groupe Oomph sorti en 1995.
Le ton se fait bien plus agressif et pesant que sur Sperm, les vocaux de Dero sont parfois proches du death growl.

## Liste des titres
1. Hate Sweet Hate - 5:35
2. Ice-Coffin - 4:55
3. Willst Du Hoffnung? - 5:03
4. Hello My Name Is Cancer - 3:51
5. Zeitweilig Incontinent - 2:01
6. Hast Du Geglaubt? - 4:33
7. Come And Kick Me - 6:24
8. Turn The Knife - 4:57
9. Decubitus Vulgaris - 2:08
10. Mitten Ins Herz - 5:05
11. Your Love Is Killing Me - 4:03
12. Defekt - 10:21